# С любов, Роузи
„С любов, Роузи“ (на английски: Love, Rosie) е британско-немски филм от 2014 г. на режисьора Кристиан Дитер по сценарий на Джулиет Талхиди по книгата „Където свършва дъгата“ на Сесилия Ахърн. Главните роли се изпълняват от Лили Колинс и Сам Клафлин.